# Provincia di Zara
La Provincia di Zara fu una provincia italiana esistita in Dalmazia tra il 1923 e il 1944. La sua targa automobilistica era ZA. Tutta la costa dalmata fu occupata militarmente dal Regio Esercito in seguito alla resa dell'Impero austro-ungarico il 4 novembre 1918. Dato che le trattative svoltesi a Versailles durante la conferenza di pace non riuscirono a trovare un punto di equilibrio fra le parti, le decisioni definitive sul confine orientale furono rinviate un successivo dibattito bilaterale diretto col Regno dei Serbi, Croati e Sloveni, che sfociò poi nel trattato di Rapallo (1920).
Zara venne dunque annessa all'Italia tramite la legge nº1778 del 19 dicembre 1920, ma si dovette attendere il regio decreto legge nº54 del 18 gennaio 1923 per istituire la nuova e omonima provincia, che aveva un'estensione di soli 120 km². La neocostituita Provincia di Zara era la più piccola d'Italia e quella con meno comuni, avendone solo due: Zara e Lagosta. Nel 1938 la provincia aveva una superficie di 110,21 km² con una popolazione di 22 000 abitanti e una densità di 230 ab./km². Essendo stata istituita in epoca fascista, la provincia di Zara non ebbe mai un suo consiglio provinciale né un presidente della provincia.
Con la seconda guerra mondiale e l'occupazione della Jugoslavia da parte delle potenze dell'Asse, la Provincia di Zara cambiò confini durante il biennio 1941-1943. Con questo ampliamento, il suo territorio provinciale raggiunse una superficie di 3 179 km² e una popolazione di 211 900 abitanti distribuiti in 20 comuni, tra cui la città di Sebenico, che era la più popolata dato che superava anche Zara. Alla città di Zara fu incluso l'intero suo entroterra (costituendo così un'exclave), fino a quel momento jugoslavo, più le isole di fronte alla città, che passarono sotto sovranità italiana. Nell'occasione fu istituito il Governatorato della Dalmazia, che comprendeva anche la provincia di Spalato e la provincia di Cattaro, che furono costituite nell'occasione.

## Storia

### La provincia originaria
Fino al 1941 la Provincia di Zara comprendeva:
- il comune di Zara, capoluogo provinciale
- l'isola di Cazza presso la costa dalmata, a 200 km a sud di Zara, non lontana dalle isole Tremiti
- l'isola di Lagosta presso la costa dalmata, a 200 km da Zara
- le isole di Pelagosa tra la Puglia e la Dalmazia, a 250 km da Zara
- l'isola di Saseno davanti a Valona (Albania), a 525 km da Zara.

La Provincia di Zara, con un'estensione di 120 km², era la più piccola d'Italia e quella con meno comuni avendone solo due: Zara e Lagosta. Circa la metà (55 km²) era costituita dal comune della città di Zara. All'ultimo censimento ufficiale italiano del 1936, Zara contava 22 844 abitanti, Lagosta 2 458 residenti.
Nel corso degli anni trenta entrambi i comuni ed in particolare il capoluogo, grazie soprattutto alla zona franca e all'arrivo di numerosi esuli italiani dalle altre località dalmate sottoposte al Regno di Jugoslavia, registrarono un cospicuo incremento demografico, che perdurò fino all'inizio degli anni quaranta.
È perciò altamente probabile che alla fine del 1940, a guerra scoppiata, il comune di Zara superasse i 25 000 abitanti, mentre l'intera provincia ne contava circa 28 000.
Dal punto di vista amministrativo, i comuni della Provincia di Zara erano i seguenti:
- l'exclave di Zara (55 km²), comprendente la città e il suo entroterra
- Lagosta (65 km²) comprendente l'isola di Lagosta e quella di Cazza con gli isolotti e scogli circostanti, Pelagosa e Saseno.

### L'ampliamento territoriale del 1941

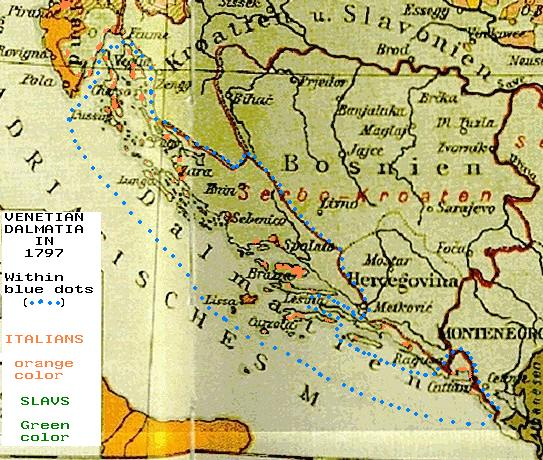
Mappa linguistica austriaca del 1896, su cui sono riportati i confini (segnati con pallini blu) della Dalmazia veneziana nel 1797. In arancione sono evidenziate le zone dove la lingua madre più diffusa era l'italiano, mentre in verde quelle dove erano più diffuse le lingue slave meridionali

Con la seconda guerra mondiale e l'occupazione della Jugoslavia da parte dell'Asse, la Provincia di Zara cambiò confini durante il biennio 1941-1943, tanto che con l'ampliamento del suo territorio provinciale si ebbe una superficie di 3.179 km² e una popolazione di 211.900 abitanti. La provincia così ampliata comprendeva la città di Sebenico come la più popolata.
Alla città di Zara veniva incluso il suo entroterra, fino a quel momento jugoslavo, più le isole davanti a Zara che passarono sotto sovranità italiana, e divenne parte del governatorato della Dalmazia che fu istituito secondo il Regio Decreto Legge del 18 maggio 1941 n. 452 e quanto stabilito dal Regio Decreto Legge del 7 giugno 1941 n. 453.
All'interno dello stesso governatorato, tuttavia, le isole di Cazza, Lagosta e Pelagosa passarono alla neo-istituita provincia di Spalato, e Saseno a quella di Cattaro.
Dopo l'armistizio di Cassibile dell'8 settembre 1943 l'intero territorio fu occupato e controllato militarmente dall'esercito tedesco. Le annessioni del 1941 vennero annullate, sia per il governo Badoglio I che dovette soggiacere alle esplicite clausole armistiziali in materia, sia per la Repubblica Sociale Italiana che dovette obbedire all'ordine militare nazista accondiscendente verso le richieste dello Stato Indipendente di Croazia. Tuttavia la sovranità e l'amministrazione civile italiana su Zara, nei suoi confini precedenti al 1941, fu mantenuta: il prefetto Vincenzo Serrentino il 2 novembre 1943 venne nominato capo della Provincia di Zara dal governo della Repubblica Sociale Italiana.

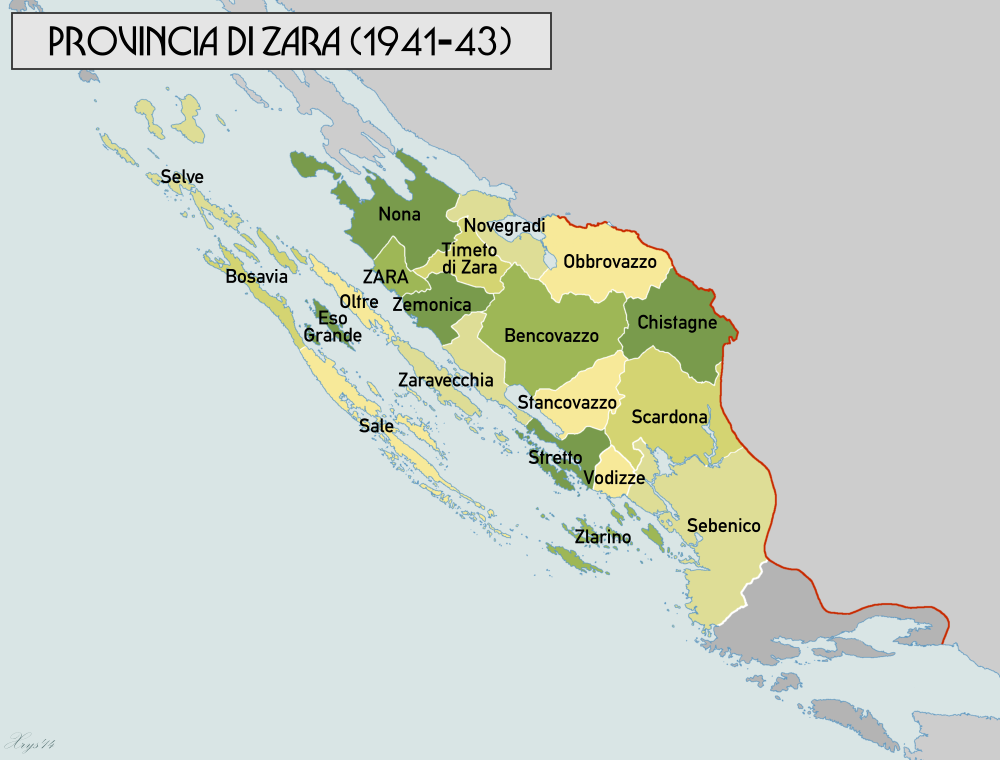
Mappa dettagliata della provincia di Zara dopo il suo ampliamento nel 1941

I 20 comuni dell'ampliata Provincia di Zara erano i seguenti: I dati sulla popolazione dei sottoindicati comuni sono i seguenti:
- Bencovazzo / Benkovac: 2.000 ab.
- Bosavia o Bosava / Božava: 1.520 ab. (con Berbigno, Sauro, Sestrugno e Zaglava)
- Chistagne / Kistanje: 2.000 ab.
- Eso Grande / Iž Veliki (Iž Veli) : 1.300 ab.
- Nona / Nin : 4.650 ab. (con Brevilacqua, Peterzane, Pogliazza, Puntadura, Rasanze, Verchè e Zatton)
- Novegradi / Novigrad: 5.217 ab. (con Castel Venier e Possedaria)
- Obbrovazzo / Obrovac: 1.400 ab. (con Ortopula)
- Oltre / Preko: 7.560 ab. (con Cuclizza, Neviane, Pasman, Santa Eufemia, Tuconio e Ugliano)
- Sale / Sali: 2.090 ab. (con Santo Stefano e Sman)
- Scardona / Skradin: 2.000 ab.
- Sebenico / Šibenik: 37.854 ab. (con Castell'Andreis e Zablacchie)
- Selve / Silba: 4.229 ab. (con Isto, Melada, Premuda e Ulbo)
- Stancovazzo / Stankovici: 1.000 ab.
- Stretto / Tijesno: 7.190 ab. (con Bettina, Gessera, Morter e Slosella)
- Timeto di Zara / Smilčić: 1.000 ab.
- Vodizze / Vodice: 7.500 ab. (con Crappano, Provicchio e Zatton)
- Zara / Zadar: 25.000 ab., capoluogo provinciale e sede di Tribunale
- Zaravecchia / Biograd na Moru: 2.520 ab.
- Zemonico / Zemunik: 1.000 ab.
- Zlarino / Zlarin: 3.550 ab. (con Capri e Zuri)

Il comune di Lagosta, comprendente oltre all'isola omonima anche quelle di Cazza e Pelagosa, fu trasferito alla provincia di Spalato. La situazione precedente venne poi ripristinata sotto la Repubblica Sociale Italiana.

## Prefetti della provincia

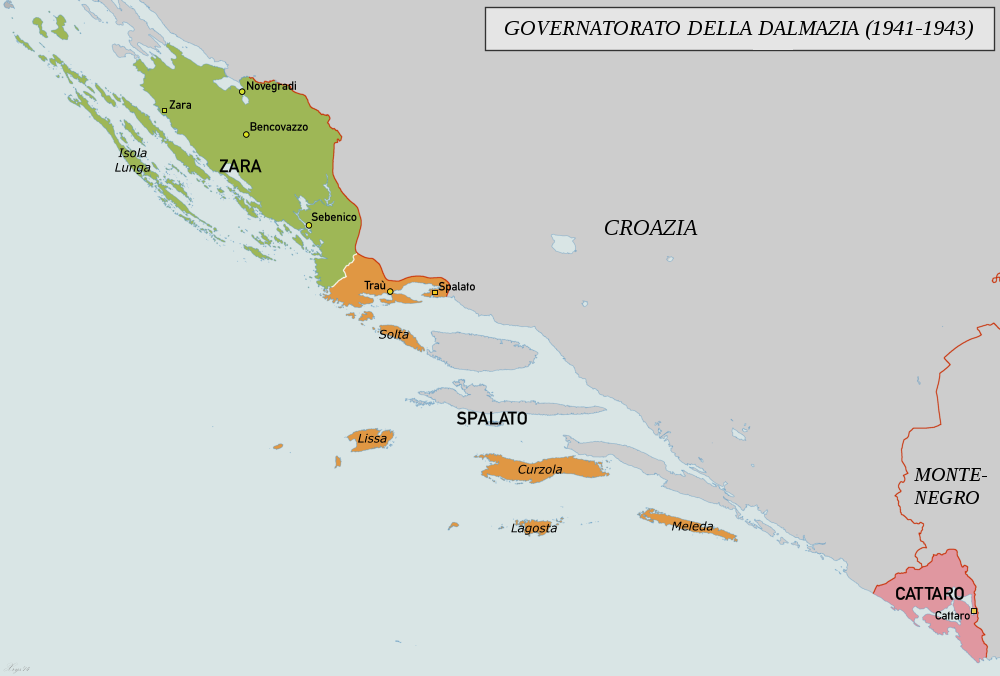
Mappa del governatorato della Dalmazia (1941-1943), con le province di Zara (in verde), di Spalato (in arancio) e di Cattaro (in rosso scarlatto)

Il 19 novembre 1918, in seguito allo sbarco delle truppe italiane, l'ammiraglio Enrico Millo venne nominato governatore militare di tutta la costa dalmata occupata. Tale situazione si protrasse fino alla ratifica del trattato di Rapallo (1920), in seguito al quale il 23 gennaio 1921 entrarono in vigore i nuovi confini con la Jugoslavia e, per la parte di territorio annessa dall'Italia, la suprema autorità passò dal Ministero della guerra al Ministero dell'interno.

### Governatori civili
- Corrado Bonfanti Linares (23 gennaio 1921 - 14 luglio 1921)
- Amadeo Moroni (16 luglio 1921 - 1º novembre 1922)

La normalizzazione amministrativa del territorio avvenne tramite il regio decreto legge 17 ottobre 1922 nº1353, che istituì la normale prefettura in luogo del commissariato civile, ed in seguito alla pubblicazione in Gazzetta Ufficiale del decreto di istituzione della nuova provincia, il RD 18 gennaio 1923 nº54.

### Prefetti provinciali
- Luigi Maggioni (1º novembre 1922 - 16 maggio 1923)
- Corrado Tamajo (16 maggio 1923 - 1º agosto 1924)
- Giulio Basile (1º agosto 1924 - 11 dicembre 1925)
- Pietro Carpani (11 dicembre 1925 - 1º febbraio 1929)
- Marcello Vaccari (1º febbraio 1929 - l dicembre 1932)
- Carlo Solmi (1º dicembre 1932 - 1º luglio 1933)
- Efisio Baccaredda (1º luglio 1933 - 20 gennaio 1934)
- Eduardo Spasiano (20 gennaio 1934 - 21 agosto 1939)
- Giovanni Zattera (21 agosto 1939 - 7 giugno 1941)
- Manlio Binna (7 giugno 1941 - 26 ottobre 1941)
- Vezio Orazi (26 ottobre 1941 - 26 maggio 1942)[9]
- Viceprefetto Camillo Bruno (26 maggio 1942 - 1º settembre 1942)
- Gaspero Barbera (1º settembre 1942 - 1º agosto 1943)
- Alberto Degli Alberti (1º agosto 1943 - 10 settembre 1943).

### Capo della Provincia
In seguito all'armistizio di Cassibile la Wehrmacht occupò Zara sottoponendo la Dalmazia al governatore militare Karl Eglseer. In seguito alla nascita della RSI fu tuttavia permesso a Mussolini di nominare un capo della Provincia, la nuova figura prefettizia che nella visione del dittatore avrebbe dovuto superare ogni altra carica amministrativa e politica nelle varie province.
- Vincenzo Serrentino (2 novembre 1943 - 30 ottobre 1944)
- Viceprefetto Giacomo Vuxani (30 ottobre 1944 - 31 ottobre 1944)

## L'occupazione jugoslava e la fine della provincia
La provincia di Zara fu gravemente colpita dalla seconda guerra mondiale, durante la quale il 90% degli edifici venne distrutto in 54 bombardamenti aerei, provocando almeno 2.000 morti. Zara venne completamente occupata all'inizio di novembre del 1944 dalle truppe jugoslave, che entrarono in città il 31 ottobre 1944 ponendo fine, de facto, all'esistenza della provincia.
Si stimano in diverse centinaia i sequestri e le deportazioni e in circa 200 i morti o scomparsi tra la popolazione italiana della provincia durante l'occupazione militare jugoslava, convertita unilateralmente nell'annessione alla Repubblica Socialista Federale di Jugoslavia ben prima della firma del trattato di pace, sebbene il riconoscimento del diritto internazionale sia giunto solo nel 1947.